# Andrija Balić
Andrija Balić (Split, 11 augustus 1997) is een Kroatisch voetballer die bij voorkeur als defensieve middenvelder speelt. Hij staat onder contract bij Udinese.

## Clubcarrière
Balić begon met voetballen bij NK Dugopolje, dat hij in 2007 verliet voor Hajduk Split. Op 13 april 2014 debuteerde hij in de Kroatische competitie tegen RNK Split. In zijn eerste seizoen kwam hij niet verder dan een totaal van twee competitiewedstrijden. Op 1 maart 2015 maakte Balić zijn eerste competitiedoelpunt tegen NK Zadar. Drie dagen later maakte hij twee doelpunten in de bekercompetitie tegen NK Vinogradar. In januari 2016 maakte hij de overstap naar het Italiaanse Udinese. In 2016 werd Balić door Udinese verhuurd voor een halfjaar aan Fortuna Sittard De eerste helft van het seizoen 2019/20 speelde hij op huurbasis voor Perugia en vervolgens voor het Slowaakse DAC 1904 Dunajská Streda.

## Interlandcarrière
Balić kwam reeds uit voor diverse Kroatische nationale jeugdelftallen. In 2014 debuteerde hij voor Kroatië –19. In augustus 2015 werd de Kroaat opgeroepen door trainer Nenad Gračan voor Jong Kroatië voor de eerste kwalificatiewedstrijden tegen Jong Georgië en Jong Estland in september 2015. Hij debuteerde voor Jong Kroatië op 7 oktober 2015 tegen Jong San Marino, waar Kroatië te sterk was met 0-3.

## Statistieken
| Seizoen                         | Club             | Land    | Competitie | Wed. | Goals |
| ------------------------------- | ---------------- | ------- | ---------- | ---- | ----- |
| 2013/14                         | HNK Hajduk Split | Kroatië | Prva HNL   | 2    | 0     |
| 2014/15                         | HNK Hajduk Split | Kroatië | Prva HNL   | 14   | 4     |
| 2015/16                         | HNK Hajduk Split | Kroatië | Prva HNL   | 15   | 2     |
| Totaal                          | Totaal           | Totaal  | Totaal     | 32   | 6     |
| Bijgewerkt tot 6 februari 2016. |                  |         |            |      |       |